# FDGB-Pokal 1960
Die Spiele um den FDGB-Fußballpokal 1960 waren die zehnte Auflage dieses Wettbewerbes.
Die Pokalspiele fanden letztmals im Kalenderjahres-Rhythmus statt und starteten am 20. Februar mit einer Vorrunde, die nach territorialen Gesichtspunkten gelost wurde, an der aus der Saison 1959 die 15 Bezirkspokalsieger, die beiden Absteiger aus der DDR-Oberliga, die Mannschaften aus der DDR-Liga (ohne Aufsteiger) und die Vertreter der drittklassigen II. DDR-Liga teilnahmen. Alle Pokalrunden wurden im K.-o.-System ausgetragen, deren Spiele bei Gleichstand nach der regulären Spielzeit durch Verlängerung und gegebenenfalls durch ein Wiederholungsspiel entschieden wurden.
In der sich anschließenden 1. Hauptrunde stießen die 14 Mannschaften der DDR-Oberliga hinzu, von denen sich Einheit Dresden und Fortschritt Weißenfels sogleich aus dem Pokalgeschehen verabschiedeten. Eine Besonderheit gab es in diesem Jahr in der 2. Hauptrunde: Der DFV hatte beschlossen, die Austragung der Begegnungen auf neutralen Plätzen in ländlichen Orten im Norden der DDR durchführen zu lassen. Damit sollte die Verbundenheit zur landwirtschaftlichen Bevölkerung gezeigt werden. 1960 wurde die Kollektivierung der Landwirtschaft zu Landwirtschaftlichen Produktionsgenossenschaften (LPG) zwangsweise durch eine Kampagne der SED abgeschlossen. In dieser Runde schieden mit den Rotation Leipzig, Aktivist Brieske-Senftenberg und Aufbau Magdeburg drei weitere Oberligisten aus.
Das Achtelfinale erreichten neben den verbliebenen neun Oberligamannschaften der letzte Bezirksvertreter Dynamo Erfurt, sowie jeweils drei Mannschaften aus der II. und der I. DDR-Liga. Hier scheiterten die Vorjahres-Finalisten Dynamo Berlin (0:1 bei Empor Rostock) und Wismut Karl-Marx-Stadt (0:3 bei Lokomotive Stendal). Dynamo Erfurt hatte das Glück, zuhause gegen Einheit Greifswald aus der I. DDR-Liga antreten zu können, nutzte seine Chance mit einem 2:0-Sieg und zog zusammen mit Motor Karl-Marx-Stadt als einzige Unterklassenmannschaften in das Viertelfinale ein. Erfurt ging mit einer hohen 1:8-Niederlage bei Chemie Halle unter, die Karl-Marx-Städter erkämpften sich ein 2:0 gegen Lokomotive Stendal, schieden dann aber im Halbfinale ebenfalls mit hoher 1:7-Niederlage bei Motor Jena aus. Neben den Jenaern qualifizierte sich für das Finale der SC Empor Rostock. Für die Thüringer war es die erste Endspielteilnahme, während die Mecklenburger nach 1955 und 1957 schon den dritten Versuch starteten, den Pokal an die Ostsee zu holen.

## Vorrunde
Die Spiele fanden vom 20. bis 24. Februar 1960 statt.
|                                             | Ergebnis  |                                   |
| ------------------------------------------- | --------- | --------------------------------- |
| BSG Aktivist Unterbreizbach *               | 2:4       | SG Dynamo Erfurt                  |
| BSG Motor Kranichfeld *                     | 4:3       | BSG Chemie Lauscha                |
| BSG Aktivist „Grube Deutschland“ Oelsnitz * | 6:3       | BSG Aufbau Meißen                 |
| BSG Einheit Kamenz *                        | 3:2       | ASK Vorwärts Cottbus              |
| ASK Vorwärts Leipzig *                      | 4:0       | BSG Fortschritt Meerane           |
| BSG Chemie Weißwasser *                     | 2:3       | SG Dynamo Frankfurt/Oder          |
| BSG Chemie Sandersdorf *                    | 2:3 n. V. | BSG Wismut Gera                   |
| BSG Aktivist Gommern *                      | 3:1       | BSG Chemie Wittenberge            |
| ASG Vorwärts Potsdam *                      | 2:3       | BSG Motor Schönebeck              |
| SG Adlershof *                              | 2:2 n. V. | TSC Oberschöneweide               |
| BSG Motor Eberswalde II *                   | 0:2       | BSG Chemie Grünau-Schmöckwitz     |
| BSG Einheit Ueckermünde *                   | 2:2 n. V. | BSG Motor Stralsund               |
| ASG Vorwärts Zingst *                       | 2:2 n. V. | BSG Turbine Neubrandenburg        |
| BSG Chemie Schwarza *                       | 1:6       | BSG Aktivist Böhlen               |
| BSG Einheit Ludwigslust *                   | 3:1       | BSG Einheit Rostock               |
| ASK Vorwärts Neubrandenburg                 | 1:1 n. V. | BSG Einheit Greifswald            |
| BSG Motor Eberswalde                        | 0:2       | SG Dynamo Hohenschönhausen        |
| BSG Stahl MK Eisleben                       | 2:1       | BSG Aktivist Kali Werra Tiefenort |
| BSG Stahl Stalinstadt                       | 3:3 n. V. | SG Dynamo Dresden                 |
| BSG Fortschritt Neustadt-Glewe              | 1:4       | BSG Lokomotive Stendal            |
| BSG Motor Wismar                            | 0:0 n. V. | SG Lichtenberg 47                 |
| BSG Motor Rostock                           | 2:0       | SG Grünau                         |
| SC Traktor Schwerin                         | 2:0       | BSG Rotation Babelsberg II        |
| BSG Einheit Burg                            | 3:3 n. V. | SG Dynamo Schwerin                |
| BSG Motor Warnowwerft Warnemünde            | 3:2       | BSG Rotation Babelsberg           |
| BSG Empor Neustrelitz                       | 5:0       | BSG Motor Süd Brandenburg         |
| BSG Motor Rathenow                          | 3:3 n. V. | BSG Lokomotive Halberstadt        |
| BSG Berliner Verkehrsbetriebe               | 1:3       | BSG Chemie Bitterfeld             |
| BSG Turbine Finkenheerd                     | 0:7       | BSG Motor Bautzen                 |
| BSG Lokomotive Cottbus                      | 4:5       | BSG Stahl Riesa                   |
| BSG Chemie Riesa                            | 4:2       | BSG Motor Hennigsdorf             |
| BSG Motor Oberlind                          | 4:3       | BSG Wismut Plauen                 |
| BSG Motor Steinach                          | 1:2       | SC Turbine Erfurt                 |
| BSG Aktivist „Karl Marx“ Zwickau            | 4:2       | BSG Motor Sonneberg               |
| BSG Motor Erfurt Nord                       | 0:2       | BSG Stahl Thale                   |
| BSG Motor Altenburg                         | 5:0       | BSG Motor Eisenach                |
| BSG Motor Breitungen                        | 3:7       | BSG Lokomotive Weimar             |
| BSG Motor Nordhausen-West                   | 2:1       | BSG Chemie Wolfen                 |
| BSG Motor Suhl                              | 3:4       | BSG Aktivist Geiseltal Mücheln    |
| BSG Motor Görlitz                           | 1:3       | HSG Wissenschaft Halle            |
| BSG Aktivist Welzow                         | 3:3 n. V. | BSG Empor Wurzen                  |
| BSG Motor Gohlis-Nord Leipzig               | 2:0       | BSG Aktivist Laubusch             |
| SG Zwenkau                                  | 2:0       | BSG Chemie Schwarzheide           |
| BSG Motor Sömmerda                          | 3:3 n. V. | SG Dynamo Eisleben                |
| BSG Fortschritt Weida                       | 0:7       | SC Motor Karl-Marx-Stadt          |
| BSG Wismut Rodewisch                        | 2:2 n. V. | BSG Chemie Leuna                  |
| BSG Stahl Silbitz                           | 3:2       | BSG Motor Dessau                  |
| BSG Chemie Greppin                          | 1:0       | BSG Chemie Glauchau               |
| BSG Motor Schkeuditz                        | 0:2       | BSG Motor Brand-Langenau          |

Durch ein Freilos zog die BSG Glückauf Bleicherode direkt in die 1. Hauptrunde ein.

### Wiederholungsspiele
Die Wiederholungsspiele fanden vom 24. Februar bis 13. März 1960 statt.
|                            | Ergebnis |                             |
| -------------------------- | -------- | --------------------------- |
| TSC Oberschöneweide        | 0:2      | SG Adlershof *              |
| BSG Motor Stralsund        | 2:0      | BSG Einheit Ueckermünde *   |
| BSG Turbine Neubrandenburg | 9:3      | ASG Vorwärts Zingst *       |
| BSG Einheit Greifswald     | 2:0      | ASK Vorwärts Neubrandenburg |
| SG Dynamo Dresden          | 4:1      | BSG Stahl Stalinstadt       |
| SG Lichtenberg 47          | 2:3      | BSG Motor Wismar            |
| SG Dynamo Schwerin         | 0:2      | BSG Einheit Burg            |
| BSG Lokomotive Halberstadt | 2:0      | BSG Motor Rathenow          |
| BSG Empor Wurzen           | 2:0      | BSG Aktivist Welzow         |
| SG Dynamo Eisleben         | 2:0      | BSG Motor Sömmerda          |
| BSG Chemie Leuna           | 2:0      | BSG Wismut Rodewisch        |

## 1. Hauptrunde
Die Spiele fanden vom 12. bis 16. März 1960 statt.
|                                | Ergebnis  |                                             |
| ------------------------------ | --------- | ------------------------------------------- |
| SC Motor Karl-Marx-Stadt       | 4:2       | BSG Chemie Riesa                            |
| HSG Wissenschaft Halle         | 6:1       | BSG Stahl Silbitz                           |
| BSG Aktivist Geiseltal Mücheln | 3:0       | SG Zwenkau                                  |
| BSG Lokomotive Weimar          | 5:2       | BSG Aktivist „Grube Deutschland“ Oelsnitz * |
| BSG Stahl Thale                | 1:2       | SC Lokomotive Leipzig                       |
| SC Turbine Erfurt              | 2:3       | BSG Stahl MK Eisleben                       |
| BSG Stahl Riesa                | 0:1       | SC Chemie Halle                             |
| BSG Motor Bautzen              | 2:0       | BSG Einheit Kamenz *                        |
| BSG Chemie Bitterfeld          | 0:0 n. V. | SC Aktivist Brieske-Senftenberg             |
| BSG Lokomotive Stendal         | 2:0       | BSG Motor Gohlis-Nord Leipzig               |
| BSG Aktivist Böhlen            | 0:3       | SC Wismut Karl-Marx-Stadt                   |
| BSG Motor Schönebeck           | 2:0       | SC Fortschritt Weißenfels                   |
| BSG Wismut Gera                | 4:1       | SC Einheit Dresden                          |
| SG Dynamo Frankfurt/Oder       | 1:3       | ASK Vorwärts Berlin                         |
| SG Dynamo Erfurt               | 3:0       | BSG Motor Oberlind                          |
| BSG Motor Rostock              | 2:3       | BSG Empor Neustrelitz                       |
| BSG Chemie Leuna               | 2:1       | BSG Aktivist „Karl Marx“ Zwickau            |
| SG Dynamo Eisleben             | 5:0       | BSG Motor Kranichfeld *                     |
| BSG Empor Wurzen               | 1:2       | BSG Motor Zwickau                           |
| BSG Motor Eisenach             | 0:4       | SC Motor Jena                               |
| BSG Lokomotive Halberstadt     | 3:1       | BSG Motor Nordhausen-West                   |
| BSG Einheit Burg               | 1:0 n. V. | SG Adlershof *                              |
| SG Dynamo Dresden              | 6:2       | BSG Chemie Greppin                          |
| BSG Einheit Greifswald         | 5:2       | BSG Motor Warnowwerft Warnemünde            |
| BSG Turbine Neubrandenburg     | 1:4 n. V. | SC Empor Rostock                            |
| BSG Motor Stralsund            | 3:2       | SC Traktor Schwerin                         |
| BSG Aktivist Gommern *         | 0:1       | ASK Vorwärts Leipzig *                      |
| BSG Glückauf Bleicherode       | 1:3 n. V. | BSG Chemie Zeitz                            |
| BSG Motor Brand-Langenau       | 0:1       | SC Rotation Leipzig                         |
| BSG Motor Wismar               | 1:3       | SC Aufbau Magdeburg                         |
| SG Dynamo Hohenschönhausen     | 10:10     | BSG Einheit Ludwigslust *                   |
| BSG Chemie Grünau-Schmöckwitz  | 0:1       | SC Dynamo Berlin                            |

### Wiederholungsspiel
Das Wiederholungsspiel fand am 16. März 1960 statt.
|                                 | Ergebnis  |                       |
| ------------------------------- | --------- | --------------------- |
| SC Aktivist Brieske-Senftenberg | 4:1 n. V. | BSG Chemie Bitterfeld |

## 2. Hauptrunde
Die Spiele fanden am 24. April 1960 statt.
|                                 | Ergebnis  |                                | Spielort      |
| ------------------------------- | --------- | ------------------------------ | ------------- |
| BSG Motor Zwickau               | 4:3       | BSG Lokomotive Weimar          | Alt Ruppin    |
| BSG Chemie Zeitz                | 1:0       | BSG Chemie Leuna               | Neubukow      |
| BSG Stahl MK Eisleben           | 2:4       | BSG Lokomotive Stendal         | Lübtheen      |
| SC Aufbau Magdeburg             | 0:1       | SC Motor Karl-Marx-Stadt       | Gransee       |
| SC Dynamo Berlin                | 2:0       | BSG Aktivist Geiseltal Mücheln | Ziltendorf    |
| ASK Vorwärts Leipzig *          | 2:0       | SC Rotation Leipzig            | Ferdinandshof |
| SC Wismut Karl-Marx-Stadt       | 2:0       | SG Dynamo Dresden              | Seelow        |
| BSG Empor Neustrelitz           | 0:2       | BSG Einheit Greifswald         | Mirow         |
| SC Lokomotive Leipzig           | 2:0       | BSG Motor Bautzen              | Röbel         |
| SG Dynamo Erfurt                | 1:0 n. V. | BSG Wismut Gera                | Nonnendorf    |
| ASK Vorwärts Berlin             | 3:1       | SG Dynamo Hohenschönhausen     | Karstädt      |
| SC Chemie Halle                 | 3:1 n. V. | BSG Einheit Burg               | Neukloster    |
| SC Empor Rostock                | 2:0       | BSG Lokomotive Halberstadt     | Sternberg     |
| SC Aktivist Brieske-Senftenberg | 2:3 n. V. | HSG Wissenschaft Halle         | Gramzow       |
| BSG Motor Stralsund             | 1:2       | BSG Motor Schönebeck           | Franzburg     |
| BSC Motor Jena                  | 1:0       | SG Dynamo Eisleben             | Kolpin        |

## Achtelfinale
Die Spiele fanden vom 28. Juli bis 10. August 1960 statt.
|                        | Ergebnis |                           |
| ---------------------- | -------- | ------------------------- |
| ASK Vorwärts Leipzig * | 0:1      | SC Chemie Halle           |
| BSG Chemie Zeitz       | 1:4      | SC Lokomotive Leipzig     |
| SG Dynamo Erfurt       | 2:0      | BSG Einheit Greifswald    |
| SC Motor Jena          | 3:2      | BSG Motor Zwickau         |
| BSG Motor Schönebeck   | 0:3      | SC Motor Karl-Marx-Stadt  |
| BSG Lokomotive Stendal | 3:0      | SC Wismut Karl-Marx-Stadt |
| HSG Wissenschaft Halle | 0:7      | ASK Vorwärts Berlin       |
| SC Empor Rostock       | 1:0      | SC Dynamo Berlin          |

## Viertelfinale
Die Spiele fanden am 21. August 1960 statt.
|                          | Ergebnis  |                        |
| ------------------------ | --------- | ---------------------- |
| SC Chemie Halle          | 8:1       | SG Dynamo Erfurt       |
| SC Motor Karl-Marx-Stadt | 2:0       | BSG Lokomotive Stendal |
| ASK Vorwärts Berlin      | 1:2 n. V. | SC Empor Rostock       |
| SC Lokomotive Leipzig    | 0:2       | SC Motor Jena          |

## Halbfinale
Die Spiele fanden am 4. September 1960 statt.
|                  | Ergebnis |                          |
| ---------------- | -------- | ------------------------ |
| SC Motor Jena    | 7:1      | SC Motor Karl-Marx-Stadt |
| SC Empor Rostock | 1:0      | SC Chemie Halle          |

## Finale

### Statistik
| Paarung          | SC Motor Jena – SC Empor Rostock |
| Ergebnis         | 3:2 n. V. (2:2, 0:1) |
| Datum            | Freitag, 7. Oktober 1960 um 14.15 Uhr |
| Stadion          | Ernst-Grube-Stadion, Magdeburg |
| Zuschauer        | 10.000 |
| Schiedsrichter   | Werner Bergmann (Hildburghausen) |
| Tore             | 0:1 Werner Drews (30.) 0:2 Herbert Pankau (63.) 1:2 Peter Ducke (78.) 2:2 Peter Ducke (90.) 3:2 Horst Kirsch (110.) |
| SC Motor Jena    | Harald Fritzsche – Hilmar Ahnert, Walter Eglmeyer, Hans-Joachim Otto – Hans Graupe, Siegfried Woitzat – Roland Ducke, Helmut Müller, Peter Ducke, Dieter Lange, Horst Kirsch Cheftrainer: Georg Buschner                  |
| SC Empor Rostock | Jürgen Heinsch – Erwin Schmidt, Kurt Zapf , Siegfried Söllner – Herbert Pankau, Heinz Minuth – Rolf Leeb, Arthur Bialas, Jochen Ernst, Heino Kleiminger (89. Gerhard Schaller), Werner Drews Cheftrainer: Walter Fritzsch |

### Spielverlauf
Das 10. Pokalendspiel lebte vor allem durch seine Dramatik und Spannung und hinterließ einen am Boden zerstörten Verlierer. Über eine Stunde lang sahen die Rostocker wie der sichere Sieger aus, doch konnten sie den doppelten Fluch nicht besiegen: Auch im dritten Endspiel konnten sie nicht gewinnen, und noch nie gingen sie in Punktspielen gegen Jena als Sieger hervor.
Zunächst hatte Empor Rostock seinen Gegner fest im Griff, die Deckung um den sicher agierenden Kurt Zapf kaufte den ungestüm angreifenden Jenaer Stürmern den Schneid ab. Auf der anderen Seite setzten die Rostocker Außenstürmer Leeb und Werner Drews die Jenaer Abwehr gehörig unter Druck und Torwart Fritzsche musste Schwerstarbeit leisten. In der 30. Minute musste er sich jedoch geschlagen geben, als Drews einen Kopfball seines Mittelstürmers Ernst mit einem angeschnittenen Direktschuss unter die Latte setzte. Als Pankau in der 63. Minute ungedeckt auf Flanke von Bialas das 2:0 erzielten konnte, wähnten sich die Rostocker bereits auf der Siegerstraße.
Während Rostock nun selbstgefällig seine Kreise zog und fortan jeglichen Biss vermissen ließ, drehte Motor Jena den Spieß um und startete einen Sturmwirbel, der den Gegner zu einer Fülle von Fehlern zwang. Zwangsläufig fiel in der 78. Minute der Jenaer Anschlusstreffer, als Peter Ducke Minuth ausdribbelte und Torwart Heinsch mit einem Weitschuss überraschte. Auch danach bekamen die Rostocker ihr Spiel nicht mehr in den Griff, und Peter Duckes Ausgleichstreffer, bedingt durch einen Fehlschuss des Rechtsverteidigers Schmidt in der 90. Minute, entnervte die Empor-Spieler völlig.
Jena zog in der Verlängerung sein modern angelegtes Spiel durch, bei Rostock lief nichts mehr zusammen. Der Siegestreffer der Jenaer in der 110. Minute verdeutlichte den Spielverlauf der letzten Viertelstunde: Lange stürmt über die rechte Seite, zwei Rostocker Abwehrspieler können seinen Pass in die Mitte nicht verhindern, dort steht Kirsch völlig unbedrängt und kann sich die Ecke aussuchen. Rostocks Trainer Walter Fritzsch kommentierte das Geschehen folgendermaßen: „Mit dem Anschlusstreffer war das Spiel für uns verloren. Aber trösten wir uns, der Gegner war sehr gut, das Spiel insgesamt dramatisch, spannend wie lange keines.“ (Deutsches Sportecho, 8. Oktober 1960)